# Écsy László János
Écsy László János (Rákosd, 1919. június 9. – 1982. április 19.) ferences szerzetes, csíksomlyói házfőnök, tartományfőnök.
| „                | Nagy ember volt Ő, Isten előtt is kedves, mert a kapott talentumokat küldetésének megfelelően, az Úr akarata szerint kamatoztatta. Szemünkben, az egyszerű emberek tudatában meg azért volt kiváló, mert amit a templomban, az oltár előtt, illetve a templomon kívül tett, azt értünk, katolikus keresztényekért, magyar testvéreiért tette. | ” |
| – Borsódi László | |   |

## Életpályája
Székelyudvarhelyen a Szeráfikumban, 1937–1938-ban  a Csíkszeredai Római Katolikus Főgimnáziumban tanult. 
1938. október 6-án lépett be a ferences rendbe. Teológiai tanulmányait Vajdahunyadon végezte 1939-1943. között. 1942. október 8-án ünnepélyes fogadalmat tett, pappá szentelésére 1943. június 20-án került sor. Egy évig Vajdahunyadon maradt mint studentspáter, 1943-ban Kolozsváron, 1944–1945 folyamán Déván, 1948-ban Székelyudvarhelyen volt hitszónok. 
1948-ban Kolozsváron a Bolyai Tudományegyetemen román–francia tanári oklevelet szerzett.
1949 és 1951 között Désen volt házfőnök. 1951. augusztus 20-án rendtársaival a máriaradnai gyűjtőtáborba  hurcolták, ahol házfőnökhelyettes, 1952-től 1961-ig Désen kényszerlakhelyes házfőnök volt. 1961. június 26-án letartoztatták, 1962-ben a szocialista rend elleni uszítás vádjával ítélték el. Három évi  börtönbüntetés után, 1964-ben közkegyelemmel szabadult. 1964-től 1970-ig a szentágotai plébánián teljesített szolgálatot. 
1970-től Csíksomlyón volt szónok, a kegytemplom igazgatója, majd házfőnöknek nevezték ki. 1979-ben a végrendeleti öröklés révén elnyerte az Erdélyi Ferencesek Tartományfőnöki Hivatalának vezetését. Nagy odaadással vállalta fel a provincia, a rendházak és ferences testvérek irányítását. Az egyházmegyei vezetőség és a papság nagyra becsülte tevékenységét. Jakab Antal megyés püspök utódjául jelölte, de erre a kinevezésre az állami felsőbb szervek elutasítása miatt nem kerülhetett sor.
Minden évben nagy lelkesedéssel szervezte meg a  pünkösdi búcsút. Papokat hívott prédikálni, gyóntatni és az akkori nehéz körülmények ellenére mindig igyekezett a búcsút méltóképpen  megünnepelni. A Szent Antal Nagykilenced megtartása a házfőnöksége alatt teljesedett ki, azóta is több ezren vesznek részt a kilenc keddi ájtatosságon.
Az 1970-es évektől egyre többen zarándokoltak Csíksomlyóra. Mindenkit nagy szeretettel fogadott, és amennyiben tájékoztatást kértek tőle, készségesen állt a rendelkezésükre. Kapcsolatot tartott a helyi kulturális vezetőkkel, akik felismerték benne a képzett, rendkívüli adottságokkal megáldott embert.   
Nagy hozzáértéssel és odafigyeléssel javíttatta a templomot és környékét. 1973-ban renováltatta a templom belső festését, az oszlopokat, a mennyezet mezőit újíttatta fel. Korábbi állomáshelyein is mindig rendbe tetette az épületeket, ezért rendi testvérei „építő Jánosnak” nevezték. 
A magas műveltségű, kiváló szónok a művészeteknek is nagy pártolója volt. Külföldi utazásai alkalmával a lelki töltekezés mellett különböző helyszíneken ismerkedett az építészeti stílusokkal, képzőművészeti alkotásokkal.
1982. április 19-én, Medgyes közelében autóbalesetben hunyt el, a Csíksomlyói Kegytemplom kriptájában helyezték örök nyugalomra.
„János atya rendkívüli, egész valójában igaz ember volt. Balesetben bekövetkezett halála nagy csapás volt az erdélyi ferences rendre, valamint hozzátartozóira, mindazokra, akik ismerték őt”. (P. Márk József OFM.)

## Művei
- Eminescu și catolicismul. (Eminescu és a katolicizmus). Kolozsvár, 1947
- A Mikulás Kolozsváron. Uo., 1947
- Franciscanii în istoria literaturii române. Licenciátusi dolgozat. Uo., 1948
- Jegyesoktatás, Uo., 1955
- Szentbeszédek Máriáról. Uo., 1958
- A bűnbocsánat új szertartása. 10 beszéd
- A bűnbocsánat szentsége. 9 beszéd
- Lelki gyakorlat a szent keresztút állomásairól
- Prédikációk az egyházi év vasárnapjaira és ünnepeire
- Úti  beszámoló. Csíksomlyó, 1978
- Úti beszámoló. Uo., 1982
- Écsy László fürdőigazgató naplói, 1850–1852, 1856; szerk., bev., jegyz. Katona Csaba; Balatonfüred Városért Közalapítvány, Balatonfüred, 2008 (Balatonfüred Városért Közalapítvány kiadványai)

## Külső hivatkozások
- http://www.udvardi.adatbank.tranxidex.ro%5B%5D
- http://www.szereda.ro
- http://www.csiksomlyo.ro
- A füredi polgár. Écsy László fürdőigazgató, 1807–1895; bev., szerk. Lichtneckert András; Lichtneckert András, Balatonfüred, 2017 (LA könyvtár)